# Prosonoma rugifrons
Prosonoma rugifrons är en insektsart som beskrevs av Melichar 1906. Prosonoma rugifrons ingår i släktet Prosonoma och familjen sköldstritar. Inga underarter finns listade i Catalogue of Life.